# Tampa Bay Buccaneers
I Tampa Bay Buccaneers, spesso abbreviati come Bucs, sono una squadra di football americano della NFL con sede a Tampa, in Florida. Competono nella South Division della National Football Conference.
Assieme ai Seattle Seahawks sono entrati a far parte della NFL nel 1976 come squadra di espansione. La prima stagione è affrontata nell'AFC West come parte del processo di inserimento nella lega: a partire dalla successiva vi fu uno scambio di division tra i Seahawks e i Bucs che portò le due squadre alle rispettive division dove tuttora giocano. I primi anni nella lega sono caratterizzati da 26 sconfitte consecutive e l'andamento altalenante della squadra nei decenni 70 e 80 del Novecento è segnato da 14 stagioni consecutive senza titoli di division. La svolta nella storia della franchigia arriva nel 2002 con la vittoria del Super Bowl XXXVII disputato contro gli Oakland Raiders; nella stagione 2020, guidati dal quarterback Tom Brady, i Bucs conquistarono il loro secondo Super Bowl contro i Kansas City Chiefs.
La proprietà della squadra è in mano alla famiglia Glazer, che possiede anche la squadra di calcio del Manchester United. 
Al 2024, secondo la rivista Forbes, il valore dei Buccaneers è di circa 5,4 miliardi di dollari, sedicesimi tra le franchigie della NFL.

## Storia
I Buccaneers entrarono nella NFL come membri della AFC West nel 1976. L'anno successivo furono trasferiti nella NFC Central, scambiando la conference con l'altra squadra di espansione del 1976, i Seattle Seahawks. La prima casa della squadra fu il Tampa Stadium e Steve Spurrier fu il quarterback di Tampa Bay durante la prima stagione della sua storia. Tampa Bay non vinse la sua prima partita fino alla settimana 13 della sua seconda stagione, iniziando con un record di 0–26 (anche se i Bucs avevano sconfitto gli Atlanta Falcons 17–3 in una gara di pre-stagione del 1976).
La situazione dei Bucs migliorò rapidamente nel 1979. Con la maturazione del quarterback Doug Williams, terminarono con un record di 10–6 e vinsero la Central Division sui Chicago Bears. A sorpresa, i Bucs superarono i Philadelphia Eagles 24–17 nel divisional round dei playoff. Furono eliminati nella finale della NFC dai Los Angeles Rams in casa. I Bucs raggiunsero nuovamente i playoff nel 1981 e 1982. In quegli anni, la prima stella della storia della franchigia fu il defensive end Lee Roy Selmon.

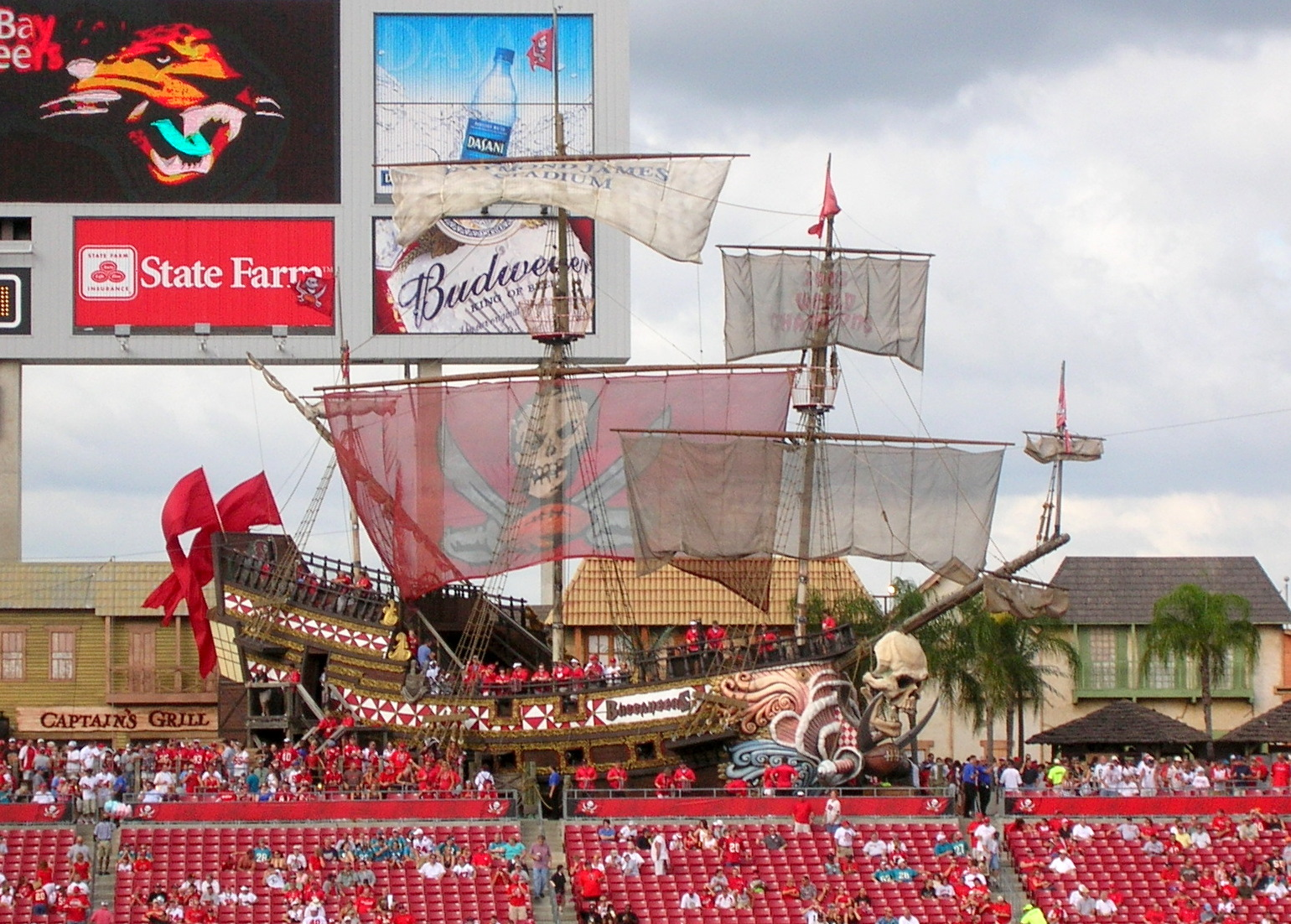
La nave pirata all'interno del Raymond James Stadium

Prima della stagione 1983, Williams si trasferì nella United States Football League a causa di una disputa salariale. La squadra scese ad un record di 2–14, la prima di una serie record negativa di 12 stagioni con almeno 10 sconfitte.
Nel 1996 Malcolm Glazer, acquistò la squadra, ponendosi l'obiettivo di a creare finalmente una squadra vincente, a Tampa. Le prestazioni della squadra migliorarono sensibilmente quando i Glazer assunsero l'ex coordinatore difensivo dei Minnesota Vikings Tony Dungy come capo-allenatore. La squadra in quegli anni ebbe una difesa tra le migliori della lega che poteva contare su giocatori del calibro di Warren Sapp, Ronde Barber, Derrick Brooks, John Lynch. Malgrado delle buone annate, Dungy fu licenziato dopo la stagione 2001, venendo sostituito dall'ex allenatore degli Oakland Raiders Jon Gruden. Questi, nel suo primo anno guidò la squadra alla sua prima vittoria del Super Bowl, dove batté proprio la sua ex squadra, i Raiders. Miglior giocatore della partita fu la safety Dexter Jackson. Gli anni successivi sotto la gestione di Gruden furono costellati da alti e bassi. Vinse due volte il titolo di division, ma non riuscì più a ripetere il successo della sua prima annata, venendo licenziato alla fine della stagione 2008.
Nel 2009 i Buccaneers furono affidati al proprio ex coordinatore difensivo Raheem Morris. Dopo una prima annata negativa, nel 2010 terminò con un sorprendente record di 10-6, non centrando però il ritorno ai playoff. Fu licenziato dopo la stagione 2011 e sostituito con Greg Schiano. Questi, dopo una prima promettente annata terminata con un record di 7-9, scese a 4-12 nel 2013, venendo a sua volta licenziato. Nel 2014 fu assunto come capo-allenatore l'ex coach dei Chicago Bears Lovie Smith. Nel 2020 vinsero il loro secondo Super Bowl.

## Apparizioni al Super Bowl
| Anno                     | Allenatore               | Super Bowl               | Città                    | Avversario               | Punteggio | Record |
| ------------------------ | ------------------------ | ------------------------ | ------------------------ | ------------------------ | --------- | ------ |
| 2002                     | Jon Gruden               | XXXVII                   | San Diego                | Oakland Raiders          | V 48-21   | 15-4   |
| 2020                     | Bruce Arians             | LV                       | Tampa                    | Kansas City Chiefs       | V 31-9    | 15-5   |
| Totale Super Bowl vinti: | Totale Super Bowl vinti: | Totale Super Bowl vinti: | Totale Super Bowl vinti: | Totale Super Bowl vinti: | 2         | 2      |

## Loghi e uniformi

1996-2013
2014-presente
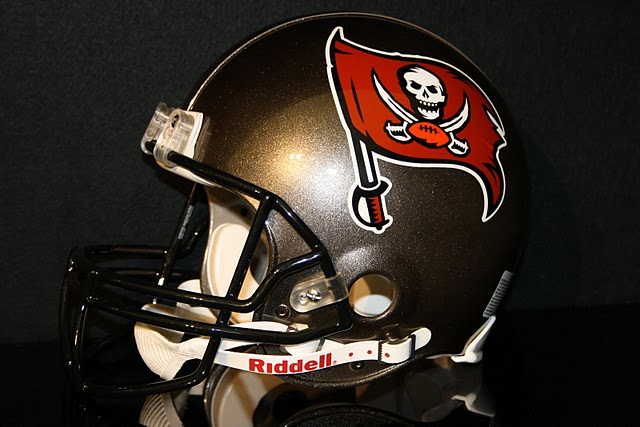
Casco 1996-2013

Il primo logo della storia della squadra fu un pirata che faceva l'occhiolino di colore rosso e arancione, soprannominato "Bucco Bruce" e le prime uniformi erano di colore arancione e crema. Dal 1996, con l'avvento della famiglia Glazer, al 2013, le maglie sono state di color rosso, peltro, nero e bianco con inserti arancioni. Il casco era di color peltro con una bandiera rossa lacera pendente da una sciabola, una reinterpretazione del Jolly Roger di Calico Jack: un teschio, due sciabole incrociate e un pallone da football. Nel 2014 la squadra ha modificato leggermente il proprio logo, cambiando il colore della bandiera in un colore rosso più acceso, attenuando l'effetto lacerato e ridisegnando il teschio in modo più truce. L'elsa della spada è passata dal colore rosso al grigio.

## Giocatori importanti

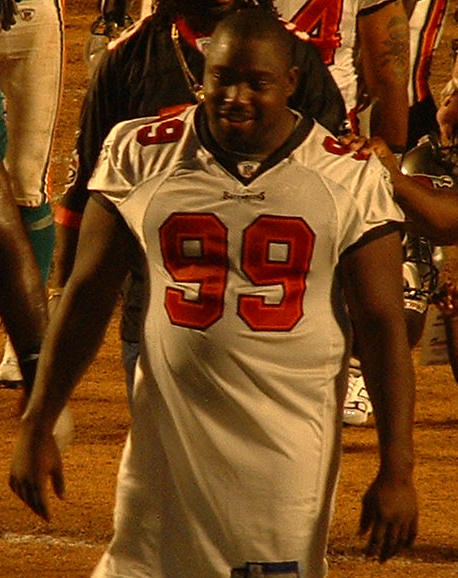
L'Hall of Famer Warren Sapp

### Membri della Pro Football Hall of Fame
Alla classe del 2021, sei giocatori dei Tampa Bay Buccaneers sono stati inseriti nella Pro Football Hall of Fame:
| Hall of Famer dei Tampa Bay Buccaneers |                  |       |      |
| N.                                     | Giocatore        | Ruolo | Anno |
| 63                                     | Lee Roy Selmon   | DE    | 1995 |
| 8                                      | Steve Young      | QB    | 2005 |
| 64                                     | Randall McDaniel | OG    | 2005 |
| 99                                     | Warren Sapp      | DT    | 2013 |
| 55                                     | Derrick Brooks   | LB    | 2014 |
| 80                                     | John Lynch       | S     | 2021 |

### Numeri ritirati
| Numeri ritirati dai Tampa Bay Buccaneers |                |       |           |
| N.                                       | Giocatore      | Ruolo | Carriera  |
| 63                                       | Lee Roy Selmon | DE    | 1976–1984 |
| 99                                       | Warren Sapp    | DT    | 1995-2003 |
| 55                                       | Derrick Brooks | LB    | 1995-2008 |

### Premi individuali
| Difensore dell'anno |                |       |
| Anno                | Giocatore      | Ruolo |
| 1979                | Lee Roy Selmon | DE    |
| 1999                | Warren Sapp    | DT    |
| 2002                | Derrick Brooks | LB    |

| MVP del Super Bowl |                |       |
| Anno               | Giocatore      | Ruolo |
| XXXVII             | Dexter Jackson | S     |
| LV                 | Tom Brady      | QB    |

| MVP del Pro Bowl |                |       |
| Anno             | Giocatore      | Ruolo |
| 1982             | Lee Roy Selmon | DE    |
| 2006             | Derrick Brooks | LB    |

| Rookie offensivo dell'anno |                   |       |
| Anno                       | Giocatore         | Ruolo |
| 1997                       | Warrick Dunn      | RB    |
| 2005                       | Cadillac Williams | RB    |

### Record di franchigia
Carriera
| Record in carriera |                |        |
| Categoria          | Giocatore      | Numero |
| Yard passate       | Jameis Winston | 19.737 |
| TD passati         | Jameis Winston | 121    |
| Yard ricevute      | Mike Evans     | 9.301  |
| TD su ric.         | Mike Evans     | 75     |
| Yard corse         | James Wilder   | 5.957  |
| TD su corsa        | Mike Alstott   | 58     |

Stagionali
| Record stagionali |              |        |      |
| Categoria         | Giocatore    | Numero | Anno |
| Yard passate      | Tom Brady    | 5.316  | 2021 |
| TD passati        | Tom Brady    | 43     | 2021 |
| Yard ricevute     | Mark Carrier | 1.422  | 1989 |
| TD su ric.        | Mike Evans   | 14     | 2021 |
| Yard corse        | James Wilder | 1.544  | 1984 |
| TD su corsa       | James Wilder | 13     | 1984 |

Fonte:

## La squadra
| Roster dei Tampa Bay Buccaneers |
| --- |
| Quarterback - 6 Baker Mayfield - 2 Kyle Trask Running Back - 7 Bucky Irving - 44 Sean Tucker - 1 Rachaad White Wide Receiver - 13 Mike Evans - 14 Chris Godwin - 19 Kameron Johnson - 15 Jalen McMillan - 10 Trey Palmer Tight End - 82 Devin Culp - 87 Payne Durham - 41 Ko Kieft - 88 Cade Otton Offensive Linemen - 62 Graham Barton C - 68 Ben Bredeson G - 67 Luke Goedeke T - 70 Robert Hainsey C - 79 Elijah Klein G - 69 Cody Mauch G - 64 Royce Newman G - 77 Justin Skule T - 78 Tristan Wirfs T Defensive Linemen - 96 Greg Gaines NT - 92 William Gholston DE - 90 Logan Hall DE - 94 Calijah Kancey DE - 56 Ben Stille DE - 50 Vita Vea NT Linebacker - 43 Chris Braswell OLB - 52 K.J. Britt ILB - 54 Lavonte David ILB - 8 SirVocea Dennis ILB - 0 YaYa Diaby OLB - 98 Anthony Nelson OLB - 33 Jose Ramirez OLB - 51 J.J. Russell ILB - 9 Joe Tryon-Shoyinka OLB - 58 Markees Watts OLB Defensive Back - 35 Jamel Dean CB - 24 Tyrek Funderburk CB - 32 Josh Hayes CB - 21 Keenan Isaac CB - 29 Christian Izien SS - 27 Zyon McCollum CB - 26 Kaevon Merriweather FS - 23 Tykee Smith SS - 37 Tavierre Thomas CB - 3 Jordan Whitehead SS - 31 Antoine Winfield Jr. FS Special Team - 5 Jake Camarda P - 86 Evan Deckers LS - 4 Chase McLaughlin K Lista delle riserve - 93 Eric Banks DE (IR) - 97 Earnest Brown IV DE (IR) - 61 Silas Dzansi T (IR) - 22 Chase Edmonds RB (IR) - 34 Bryce Hall CB (IR) - 18 Rakim Jarrett WR (IR) - 76 Sua Opeta G (IR) Squadra di allenamento - 39 Marcus Banks SS - 95 C.J. Brewer DEn - 91 Mike Greene DE - 48 Antonio Grier Jr. ILB - 57 Daniel Grzesiak OLB - 72 Luke Haggard T - 53 Vi Jones ILB - 71 Lorenz Metz T - 81 Ryan Miller WR - 76 Raiqwon O'Neal T - 11 Michael Pratt QB - 17 Sterling Shepard WR - 84 Tanner Taula TE - 83 Cody Thompson WR - 16 Seth Vernon P - 30 D.J. Williams - 38 Rashad Wisdom FS Roster aggiornato al 12 settembre 2024 53 attivi, 7 inattivi, 16 nella squadra di allenamento |
| Legenda - I rookie sono in corsivo. - Il primo ruolo è il principale mentre gli eventuali successivi indicano i ruoli secondari. - (IR) sta per Injured Reserve ed indica la lista ristretta per un solo giocatore infortunato che può tornare ad allenarsi dopo la settimana 6 e a rientrare in prima squadra dopo che questa ha giocato 8 partite. - (NF-Inj.) / (NF-Ill.) stanno rispettivamente per Non-Football Injured e Non-Football Illness ed indicano le liste dove viene inserito un giocatore che ha un infortunio o una malattia non dipendente dal football americano. - (PUP) sta per Physically Unable to Perform ed indica la lista dove viene inserito un giocatore mentre è in attesa di recuperare la condizione fisica. Nella stagione regolare dopo la sesta partita giocata dalla propria squadra, il giocatore ha tempo tre settimane per riprendere ad allenarsi, più tre settimane aggiuntive dal suo rientro agli allenamenti per rientrare in prima squadra. |

## Staff

### Allenatori
| Legenda | Legenda                                                           |
| ------- | ----------------------------------------------------------------- |
| PA      | Partite allenate                                                  |
| V       | Vittorie                                                          |
| S       | Sconfitte                                                         |
| P       | Pareggio                                                          |
| V%      | Percentuale di vittorie                                           |
|         | Ha trascorso l'intera sua carriera da allenatore con i Buccaneers |
|         | Eletto nella Pro Football Hall of Fame                            |

Note: Statistiche aggiornate a fine stagione 2022.
| Num.                 | Nome               | Stagione/i | PA                | V                 | S                 | P                 | V%                | PA      | V       | S       | Successi                | Note |
| Num.                 | Nome               | Stagione/i | Stagione regolare | Stagione regolare | Stagione regolare | Stagione regolare | Stagione regolare | Playoff | Playoff | Playoff | Successi                | Note |
| -------------------- | ------------------ | ---------- | ----------------- | ----------------- | ----------------- | ----------------- | ----------------- | ------- | ------- | ------- | ----------------------- | ---- |
| Tampa Bay Buccaneers |                    |            |                   |                   |                   |                   |                   |         |         |         |                         |      |
| 1                    | John McKay         | 1976–1984  | 133               | 44                | 88                | 1                 | .335              | 4       | 1       | 3       |                         |      |
| 2                    | Leeman Bennett     | 1985–1986  | 32                | 4                 | 28                | 0                 | .125              | —       | —       | —       |                         |      |
| 3                    | Ray Perkins        | 1987–1990  | 60                | 19                | 41                | 0                 | .317              | —       | —       | —       |                         |      |
| 4                    | Richard Williamson | 1990–1991  | 19                | 4                 | 15                | 0                 | .211              | —       | —       | —       |                         |      |
| 5                    | Sam Wyche          | 1992–1995  | 64                | 23                | 41                | 0                 | .359              | —       | —       | —       |                         |      |
| 6                    | Tony Dungy         | 1996–2001  | 96                | 54                | 42                | 0                 | .563              | 6       | 2       | 4       |                         |      |
| 7                    | Jon Gruden         | 2002–2008  | 112               | 57                | 55                | 0                 | .509              | 5       | 3       | 2       | Vince Super Bowl XXXVII |      |
| 8                    | Raheem Morris      | 2009–2011  | 48                | 17                | 31                | 0                 | .354              | —       | —       | —       |                         |      |
| 9                    | Greg Schiano       | 2012–2013  | 32                | 11                | 21                | 0                 | .344              | —       | —       | —       |                         |      |
| 10                   | Lovie Smith        | 2014–2015  | 32                | 8                 | 24                | 0                 | .250              | —       | —       | —       |                         |      |
| 11                   | Dirk Koetter       | 2016–2018  | 48                | 19                | 29                | 0                 | .396              | —       | —       | —       |                         |      |
| 12                   | Bruce Arians       | 2019–2021  | 49                | 31                | 18                | 0                 | .633              | 6       | 5       | 1       | Vince Super Bowl LV     |      |
| 13                   | Todd Bowles        | 2022–      | 17                | 8                 | 9                 | 0                 | .471              | 1       | 0       | 1       |                         |      |

### Staff attuale
| Staff dei Tampa Bay Buccaneers |
| --- |
| Organi dirigenziali - Co-proprietario/co-chairman – Bryan Glazer - Co-proprietario/co-chairman – Edward Glazer - Co-proprietario/co-chairman – Joel Glazer - Co-proprietario/presidente – Darcie Glazer Kassewitz - Co-proprietario – Avram Glazer - Co-proprietario – Kevin Glazer - General manager – Jason Licht - Direttore senior delle operazioni del football – Shelton Quarles - Assistente general manager – Mike Greenberg - Assistente general manager – Rob McCartney - Vice presidente del personale dei giocatori – Mike Biehl - Dirigente del personale senior – Byron Kiefer - Vice presidente dell'ingaggio dei giocatori – Duke Preston - Vice presidente della ricerca del football – Jacqueline Davidson - Consulente senior del general manager – Bruce Arians - Direttore del personale dei giocatori – Shane Scannell - Assistente del direttore degli osservatori dei professionisti – Sean Conley - Assistente del direttore degli osservatori dei professionisti – Donovan Cotton - Direttore degli osservatori del college – Tony Hardie Capo allenatore - Capo-allenatore – Todd Bowles Altri allenatori - Preparatore atletico – Anthony Piroli - Assistente p.a. – Cory Bichey - Assistente p.a. – Chad Wade - Assistente p.a. – DeAndre Ward Sr - Direttore della riabilitazione/prestazioni – Maral Javadifar Allenatori dell'attacco - Coordinatore offensivo - Josh Grizzard - Coordinatore gioco sui passaggi – Kefense Hynson - Quarterback – Thad Lewis - Specialista gioco sui passaggi/assistente quarterback – Jordan Somerville - Running back – Skip Peete - Wide receiver – Bryan McClendon - Tight end – Justin Peelle - Assistente tight end – Jeff Kastl - Coordinatore gioco sulle corse/offensive line – Kevin Carberry - Offensive line – Brian Picucci - Assistente attacco senior – Tom Moore Allenatori della difesa - Coordinatore gioco sui passaggi – George Edwards - Defensive line – Charlie Strong - Coordinatore gioco sulle corse/outside linebacker – Larry Foote - Inside linebacker - Mike Caldwell - Cornerback – Kevin Ross - Safety – Nick Rapone - Assistente secondaria – Tim Atkins - Assistente secondaria – Rashad Johnson - Controllo qualità difesa – Joey Fitzgerald Allenatori dello special team - Coordinatore special team – Thomas McGaughey - Assistente difesa/special team – Keith Tandy - Manager senior delle operazioni degli allenatori – Sarah Evans |